# Volo Avis Amur 9209
Il 9 agosto 2011, il volo Avis-Amur 9209, operato da un Antonov An-12 cargo, precipitò durante un volo domestico da Magadan a Keperveyem, in Russia, provocando la morte di tutte le 11 persone a bordo. Durante il tragitto era stati segnalato un incendio al motore e l'aereo era precipitato mentre cercava di tornare a Magadan.

## L'aereo
Il velivolo coinvolto era un Antonov An-12AP turboelica con registrazione RA-11125, c/n 3341006. Aveva volato per la prima volta nel 1963 e al momento dell'incidente era il più vecchio aereo di quel tipo registrato in Russia in servizio commerciale (48 anni).

## L'incidente
L'aereo decollò dall'aeroporto di Sokol a Magadan alla volta dell'aeroporto di Keperveyem, con a bordo nove membri dell'equipaggio, due passeggeri e 17,58 tonnellate di carico. Venne segnalata una perdita di carburante, seguita da un incendio a un motore quando l'Antonov si trovava nei pressi del villaggio di Omsukchan, 230 miglia nautiche (430 km) a nord-est di Magadan.
L'aereo invertì la rotta nel tentativo di atterrare nuovamente a Magadan, ma scomparve dai radar poco dopo. L'An-12 si era schiantato in un punto che, secondo quanto riferito, si trovava a 170 miglia nautiche (310 km) da Magadan, con la perdita di tutti i passeggeri a bordo. La nebbia nella zona ostacolò le ricerche del velivolo, precipitato in una foresta. I detriti erano sparsi per 5 chilometri.

## Le indagini
Il comitatò investigativo pubblicò il rapporto finale nove mesi dopo l'accaduto. La causa dell'incidente era stata la perdita di controllo laterale a causa della perdita delle proprietà portanti dell'ala sinistra dell'aereo e di una possibile violazione dell'integrità dell'asta del cablaggio di controllo dell'alettone sinistro, che aveva portato a un'intensa rotazione dell'aereo con un rollio verso sinistra e alla collisione con il pendio della montagna.
La causa della perdita delle proprietà portanti dell'ala sinistra dell'aereo e della possibile violazione dell'integrità del cablaggio dell'alettone sinistro era stata un incendio, sviluppatosi in volo nel compartimento della cappottatura del motore n.1, che si era propagato all'ala.
L'incendio era probabilmente iniziato quando il carburante fuoriuscito dai raccordi della linea di alimentazione della pompa di bassa pressione del motore si era incendiato a contatto con una parte calda del propulsore. A causa della completa distruzione dell'aereo, non fu possibile stabilire chiaramente il luogo e la causa della perdita che aveva portato alla fuoriuscita di carburante.
L'impossibilità di estinguere tempestivamente l'incendio con un sistema antincendio potrebbe aver contribuito al ritardo con cui il motore n.1 era stato spento (almeno 2 minuti dopo il rilevamento della perdita di carburante) a causa della mancanza di istruzioni dell'equipaggio dell'An-12 sulle azioni da intraprendere in caso di perdita di carburante da sotto la cappottatura del motore in volo.
La natura montuosa del terreno sottostante, la mancanza di visibilità sulla terraferma a causa del cielo coperto e la mancanza di tempo a causa dell'incendio in corso, non avevano permesso all'equipaggio di scegliere un sito adeguato per effettuare un atterraggio di emergenza.